# 懷廷鎮區 (堪薩斯州傑克遜縣)
懷廷鎮區（英語：Whiting Township）為美國堪薩斯州傑克遜縣轄下的鎮區。2010年美国人口普查中此鎮區人口有336人。

## 地理
懷廷鎮區涵蓋總面積為93.2平方（35.98平方英里），其中陸地面積為93.1平方（35.94平方英里），水域面積為0.10平方（0.04平方英里）或0.11%。海拔高度311（1,020英尺）。

## 人口統計
根據2010年美國人口普查，懷廷鎮區人口有336人，其中男性有172人，女性有164人，人口密度為每平方公里3.61人，住房計167戶。鎮區內的白人有310人，非裔美國人有6人，美洲原住民有6人，亞裔美國人有0人，太平洋島裔美國人有0人，其他種族有0人，混血種族則有14人。此外鎮區內有0人為西班牙裔或拉丁裔美國人。此鎮區之年齡中位數為43.3歲，而男性年齡中位數為41.0歲，女性年齡中位數為45.5歲。

## 交通

### 主要公路
- 9號堪薩斯州州道